# Syndrome de Twiddler
 Mise en garde médicale
Le syndrome de Twiddler est un dysfonctionnement d'un stimulateur cardiaque dû à la manipulation de l'appareil ayant pour conséquence le délogement des sondes de leur emplacement prévu. Au fur et à mesure que les dérivations bougent, elles arrêtent de rythmer le cœur et peuvent provoquer des symptômes étranges tels qu'une stimulation du nerf phrénique entraînant des pulsations abdominales ou une stimulation du plexus brachial entraînant des contractions rythmiques des bras.